# Jakov Lind

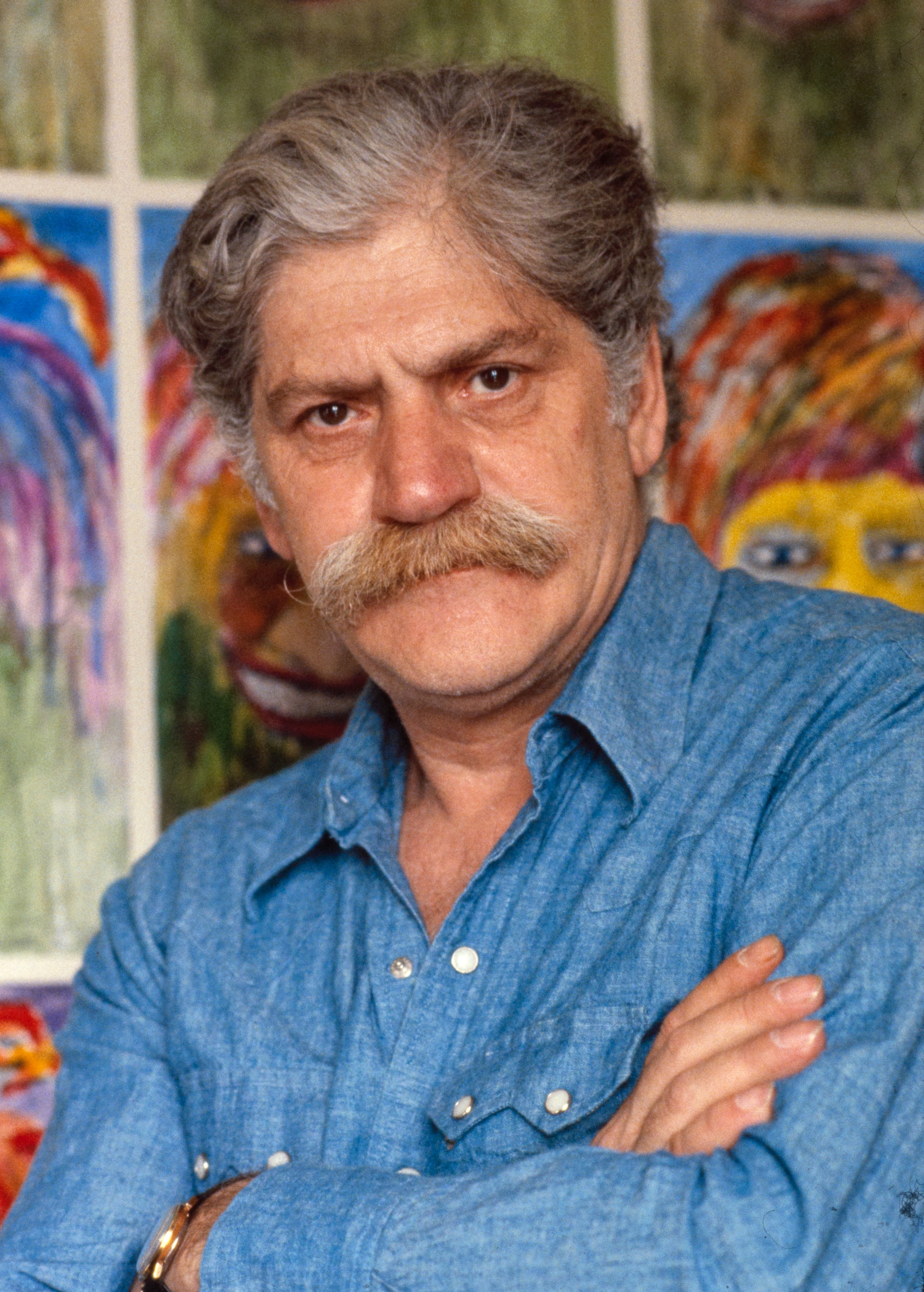
Jakov Lind, writer (Library of Congress)
1927 births, 2007 deaths

Jakov Lind (Viena, 10 de febrero de 1927 - Londres, 16 de febrero de 2007) fue un escritor austro-británico.
Miembro de una familia judía, dejó Austria tras la anexión de la misma por la Alemania Nazi con sólo once años. Encontró refugio temporal en los Países Bajos. Después de su formación literaria en Israel, se trasladó a Londres (con estancias frecuentes en las Islas Baleares y Nueva York), donde escribió, en alemán, las historias cortas y novelas que lo convirtieron en un escritor europeo de primer orden: Eine Seele aves Holz, Landschaft in Beton y Ergo. Comenzó a escribir en inglés con The Stove (La estufa).

## Obras
- Soul of Wood (1964)
- Landscape in Concrete (1966)
- Ergo: A Comedy (1967)
- Counting My Steps (1969)
- Numbers: A Further Autobiography (1972)
- The Trip to Jerusalem (1973)
- The Silver Foxe Are Dead and Other Plays (1968)
- Travels to the ENU: The Story of a Shipwreck (1982)
- The Stove (1983)
- The Inventor (1987)
- Crossing: the Discovery of Two Islands (1991)